# Opensten

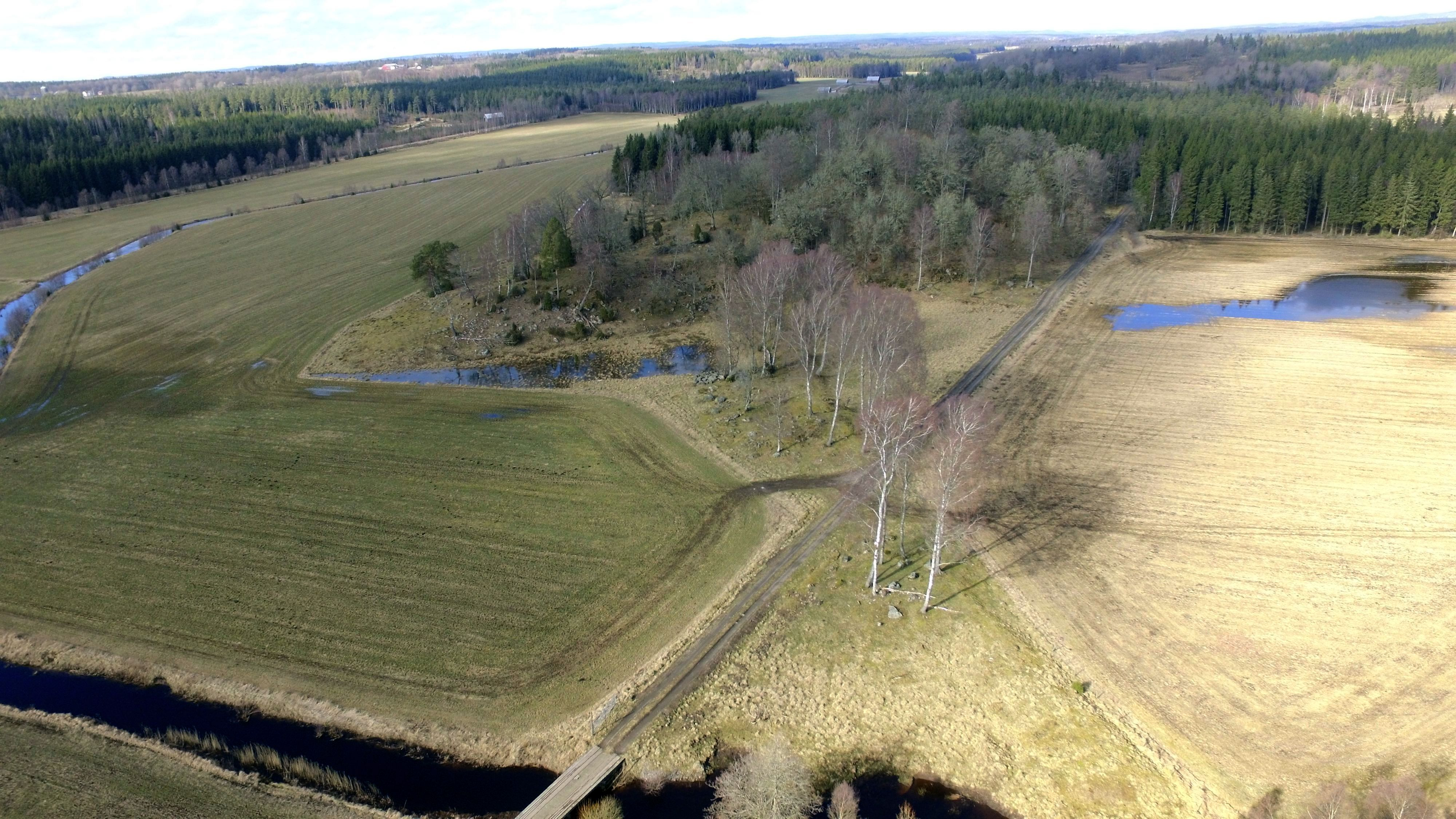
Ruinerna av medeltida borgen Opensten strax norr om Limmared.

Opensten, tidigare benämnt Husberget, Apensten, Oppensten och Opänsten, var en medeltida borg belägen norr om nutida Limmared i Södra Åsarps socken, Kinds härad i Västergötland.

## Historik
Trots att fästet är känt först vid år 1355, med hertig Erik II av Sachsen-Lauenburg som dess herreman, är det inte osannolikt att det tillkommit tidigare, kanske redan på 1200-talet, och då anlagts till att försvara vägen längs Ätran mot Bogesund. Enligt en medeltida anteckning nämns Opensten ha blivit "återuppbyggt" samtidigt med Axevalla hus år 1362. Borgen överlämnades till Valdemar Atterdags trupper 1366. 1383 tillföll det Bo Jonsson Grip och 1388 enligt dennes testamente till drottning Margareta. Det förvaltades då av hövitsman Algot Magnusson (Sture). 
Under senare delen av Erik av Pommerns regering var Opensten förlänat till greve Hans av Eberstein. Fästet brändes 1434 av Engelbrekt Engelbrektsson.

## Beskrivning
Borgen är anlagd på en 30 meter hög moränkulle och visar likheter med Öresten och Kinnaborg. Vägen upp på borgkullens centrum bevakas ungefär halvvägs av en halvrund förborg i den branta terrängen. Själva huvudborgen har utgjorts av ett närmast kvadratisk torn. Tjockleken i murarna är ungefär 2 meter och med 9 meters sidor. Grunden tycks vara uppförd av murad gråsten med kalkbruk i skalmursteknik, men tegel förekommer i stor mängd bland rasmassorna. Strax söder om tornet finns lämningar av en mindre mur. Det har antagits att det är en murskärm för ingången eller en trappa. Sydöst om borgkrönet finns en lägre platå med rester av två mindre byggnader. Ytterligare längre söderut på en terrass kan finnas spår av bebyggelse. En vall finns norr om tornet och kan även ha funnits i söder. I nordväst nedanför klippan finns rester av en källare som anges vara 24 fot lång och 20 fot bred, avdelad i två rum.

## Galleri

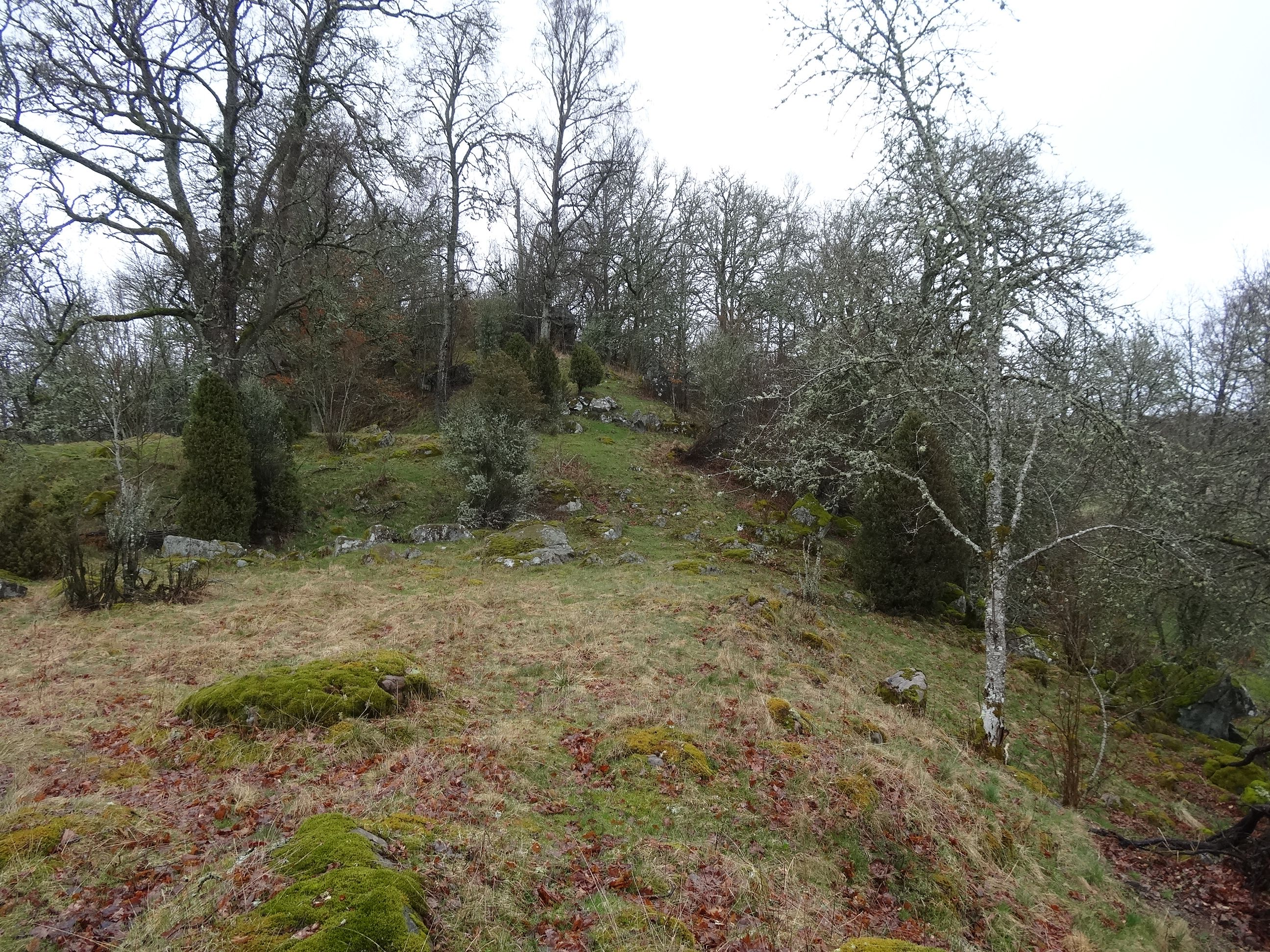
Rester av en stentrappa upp till de centrala delarna av borgen.
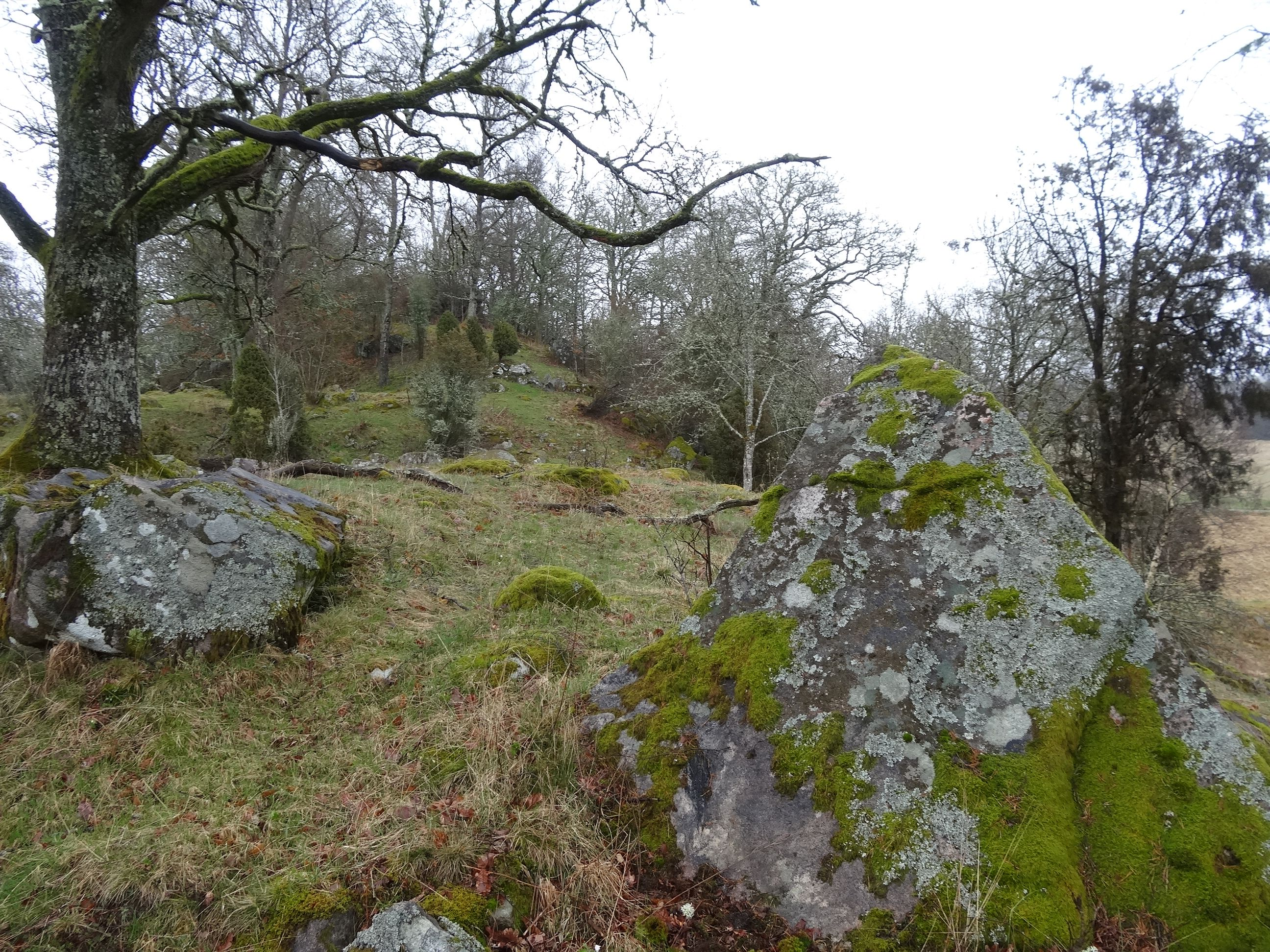
Rester av förborgen.
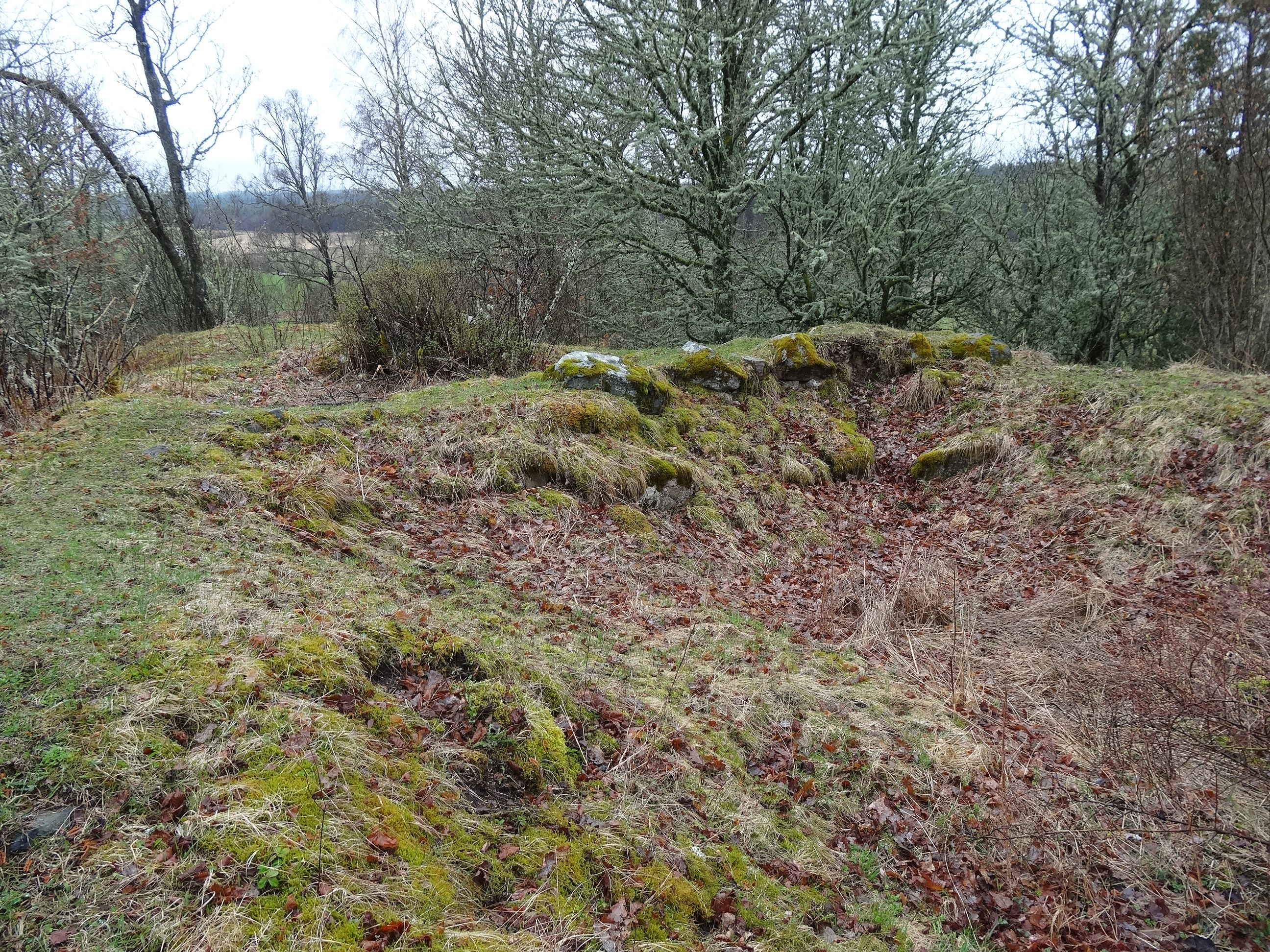
Grunden till borgens centraltorn.
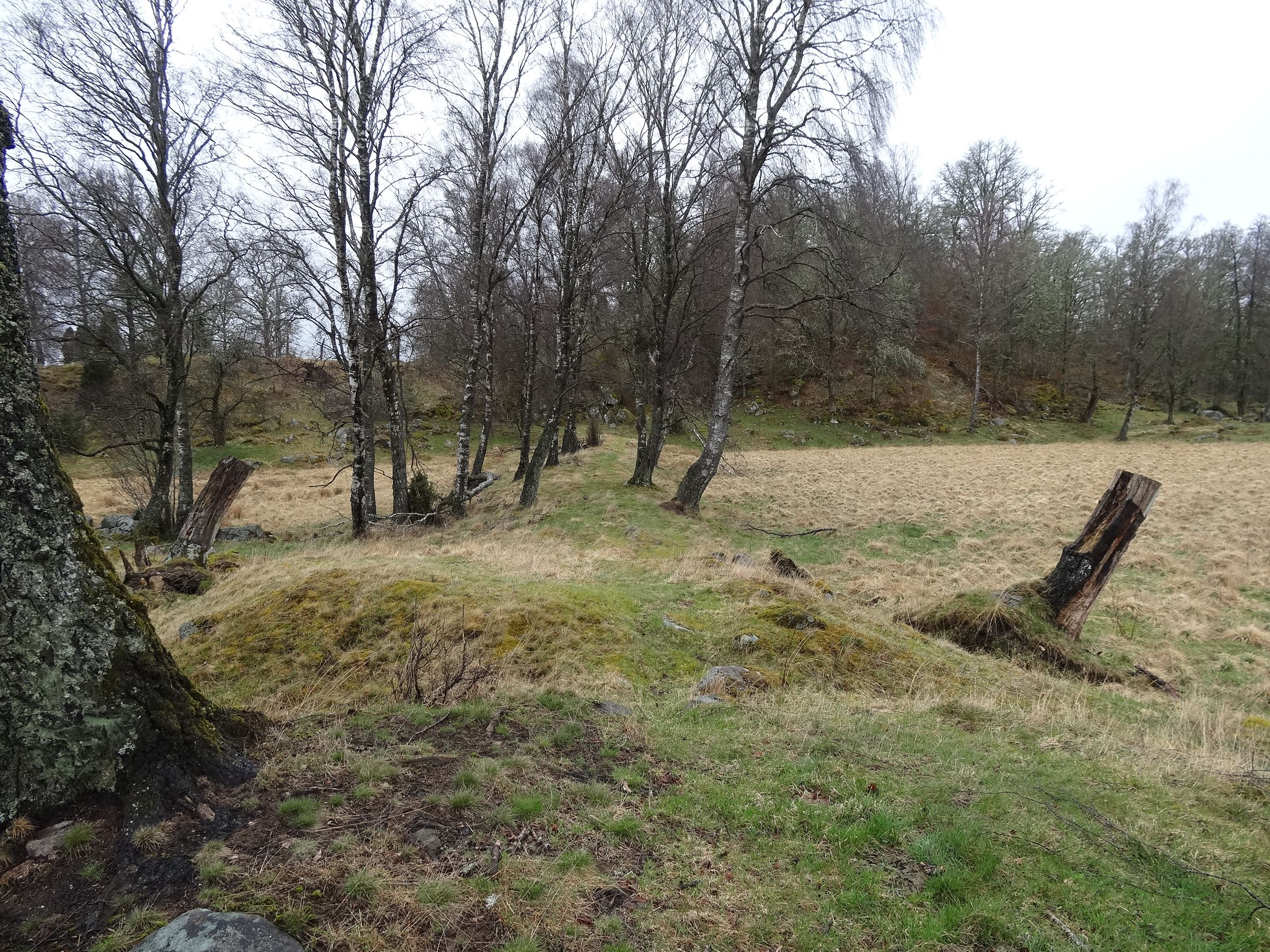
Medeltida vägbank med försvarsanläggningar söder om borgkullen.